# Сельское хозяйство Камеруна
Сельское хозяйство Камеруна — отрасль Республики Камерун, которая имеет большой для неё потенциал.

## Обзор
Сельское хозяйство было основным источником роста и иностранной валюты до 1978 года, когда производство нефти заменило его в качестве краеугольного камня роста для формальной экономики. В 2004 году доля сельского хозяйства в ВВП составила 44 %. Развитие и производительность сельского хозяйства снизились из-за пренебрежения во время нефтяного бума начала 1980-х годов. В 2003 году сельское хозяйство было основным занятием 56 % экономически активного населения, хотя только около 15,4 % земли было пахотным.

## Производство
Камерун произвёл в 2018 году:
- 5 миллионов тонн маниока (13-й по величине производитель в мире);
- 3,9 миллиона тонн плантанов (3-й по величине производитель в мире, уступая только Конго и Гане);
- 2,6 миллиона тонн пальмового масла (7-й по величине производитель в мире);
- 2,3 миллиона тонн кукурузы;
- 1,9 миллиона тонн таро (3-й по величине производитель в мире, уступающий только Нигерии и Китаю);
- 1,4 миллиона тонн сорго;
- 1,2 миллиона тонн бананов;
- 1,2 миллиона тонн сахарного тростника;
- 1 миллион тонн помидоров (19-й по величине производитель в мире);
- 674 тыс. тонн ямса (7-й по величине производитель в мире);
- 594 тысячи тонн арахиса;
- 410 тысяч тонн сладкого картофеля;
- 402 тыс. тонн бобов;
- 332 тыс. тонн риса;
- 310 тысяч тонн ананаса;
- 307 тысяч тонн какао (5-й по величине производитель в мире, уступая Кот-д’Ивуар, Гане, Индонезии и Нигерии);
- 302 тыс. тонн картофеля;
- 301 тысяча тонн лука;
- 249 тысяч тонн хлопка;

В дополнение к более мелким производствам других сельскохозяйственных продуктов, таких как кофе (33 тысячи тонн) и натуральный каучук (55 тысяч тонн).

## Посевы

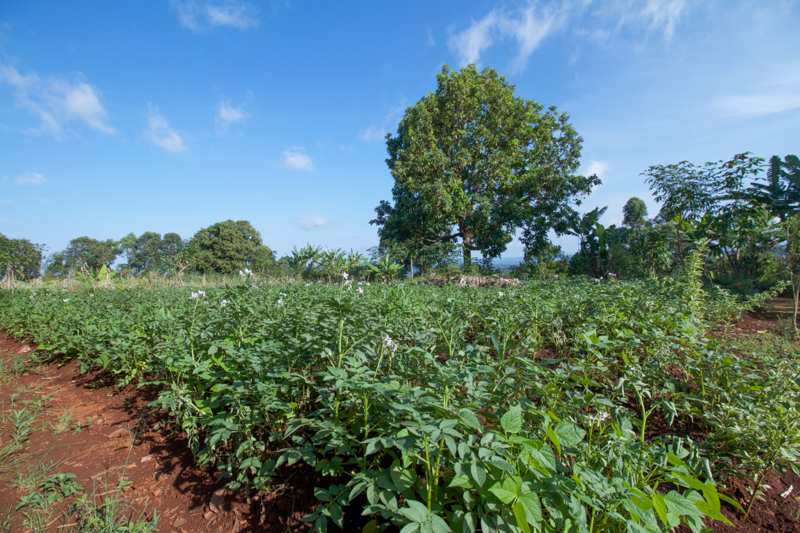
Посевы картофеля в Бамбутосе

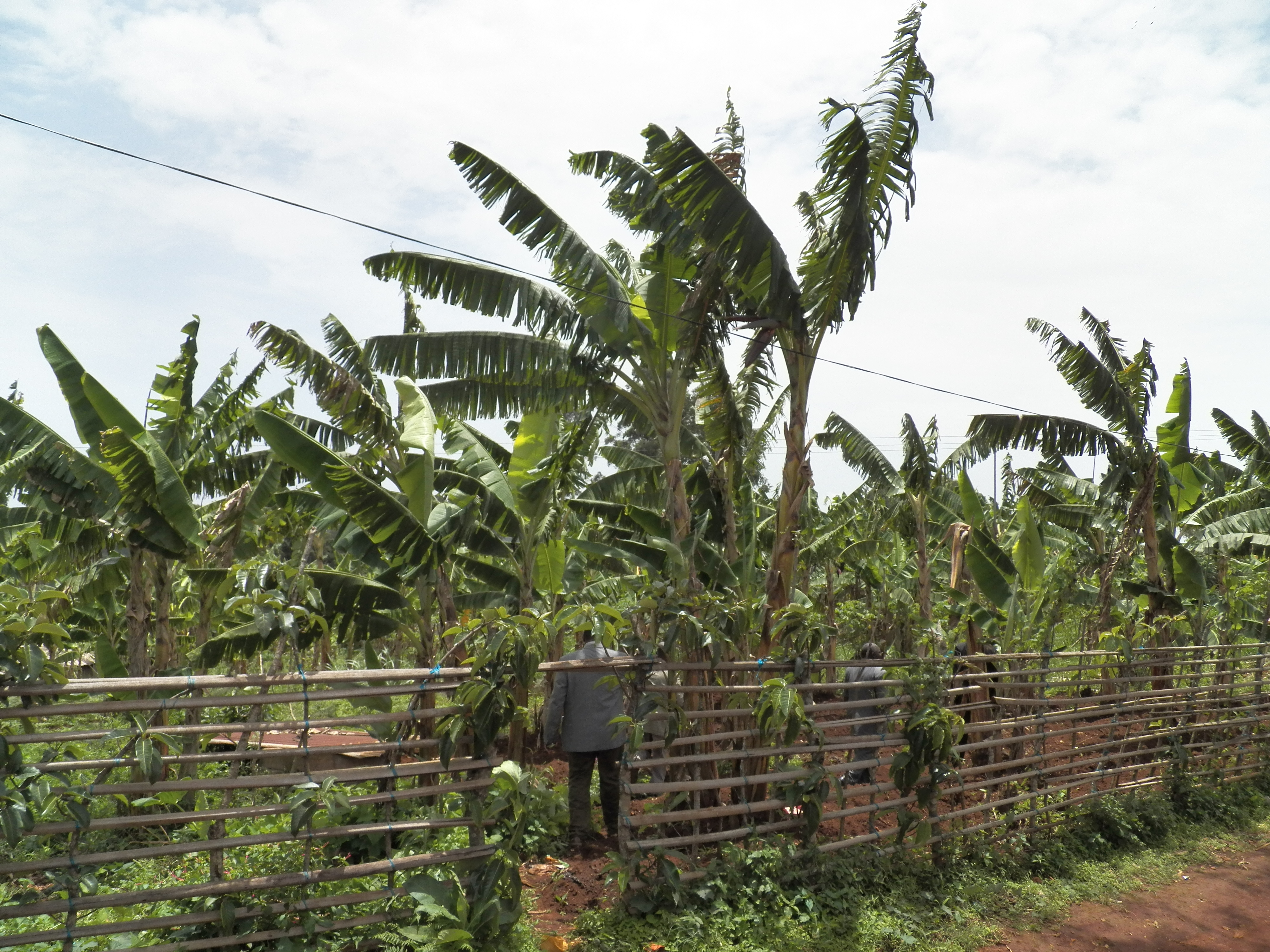
Плантаны возле Банджуна

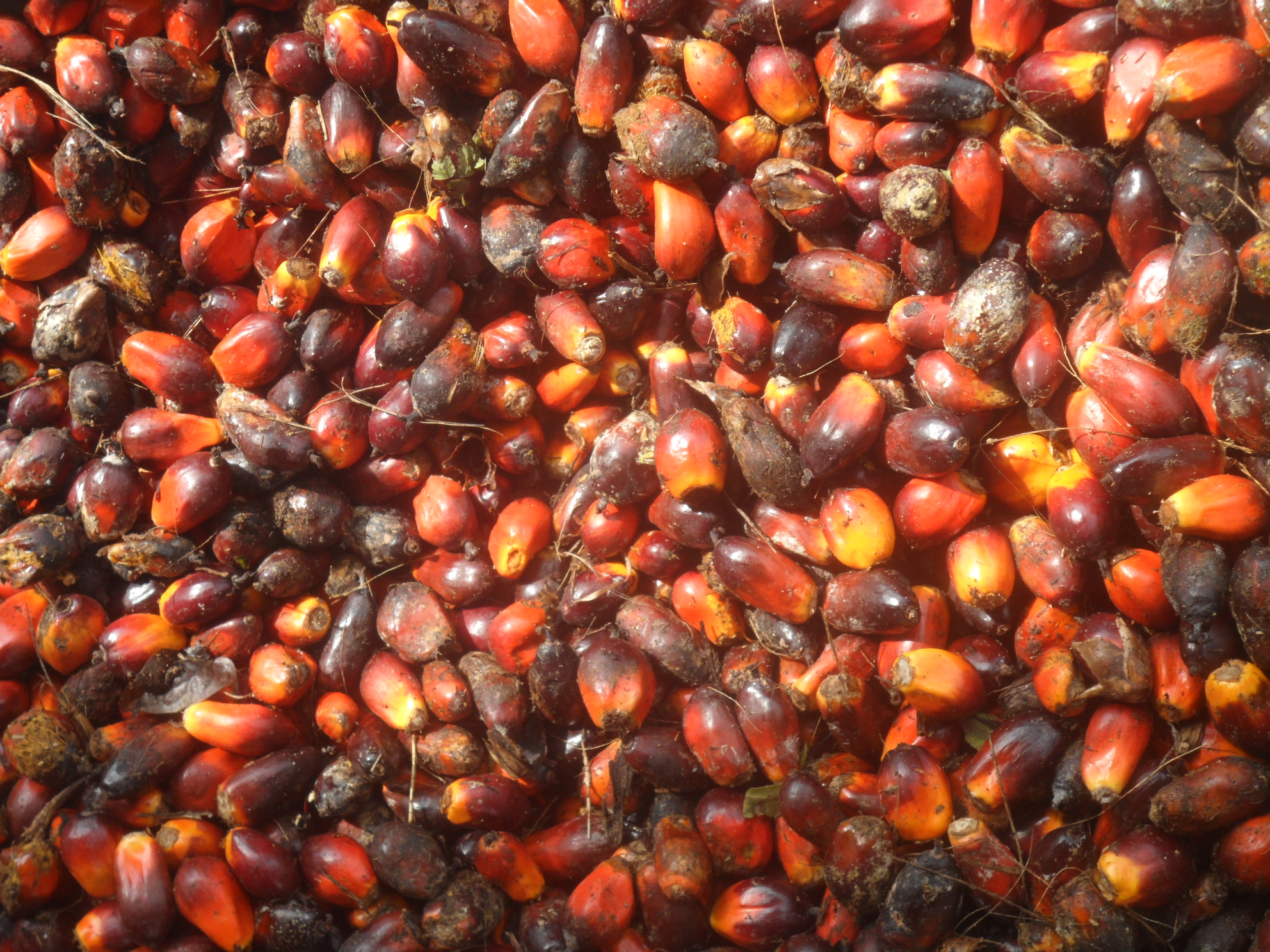
Palm kernels in Tayap

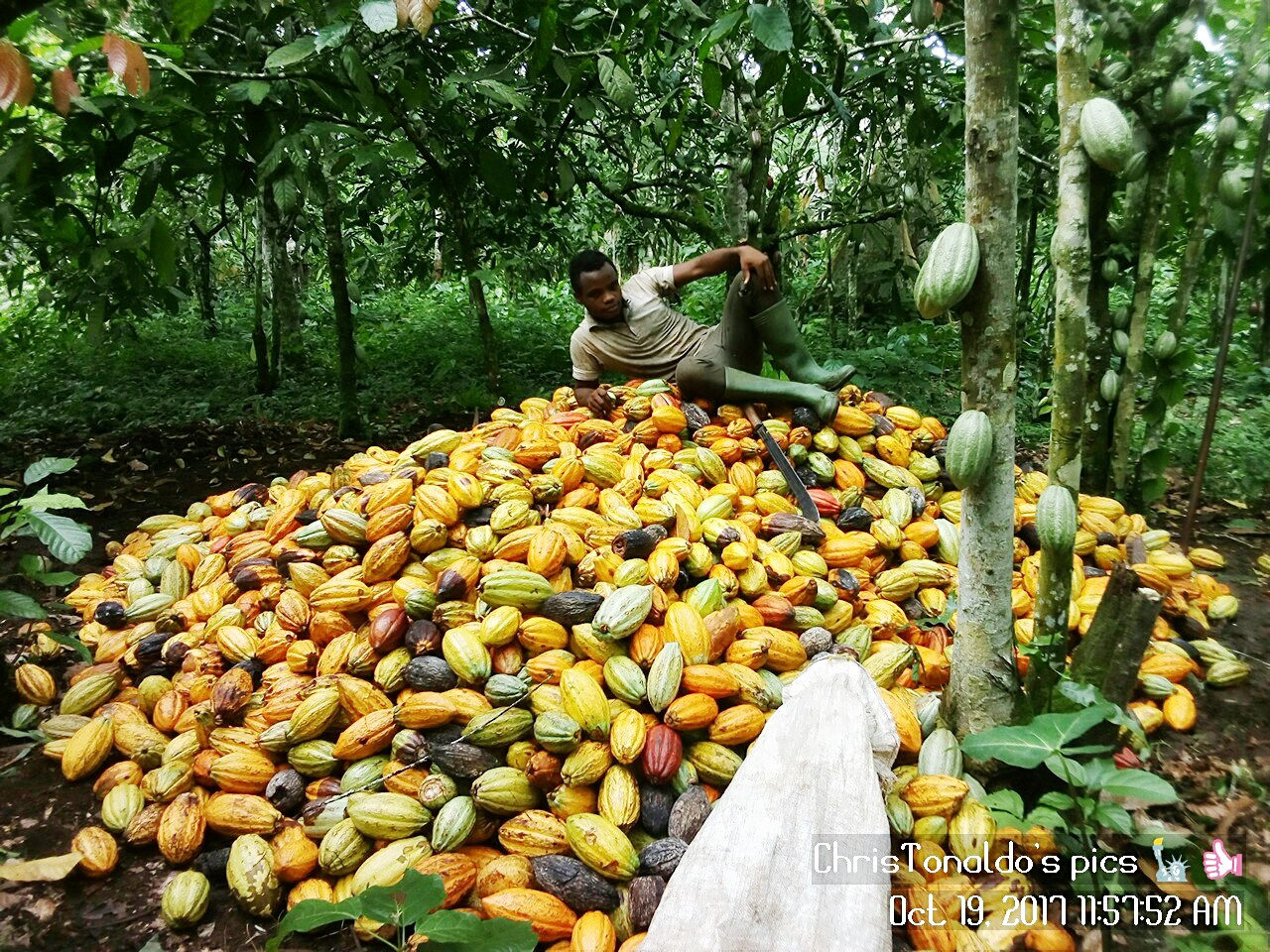
Cocoa Farm

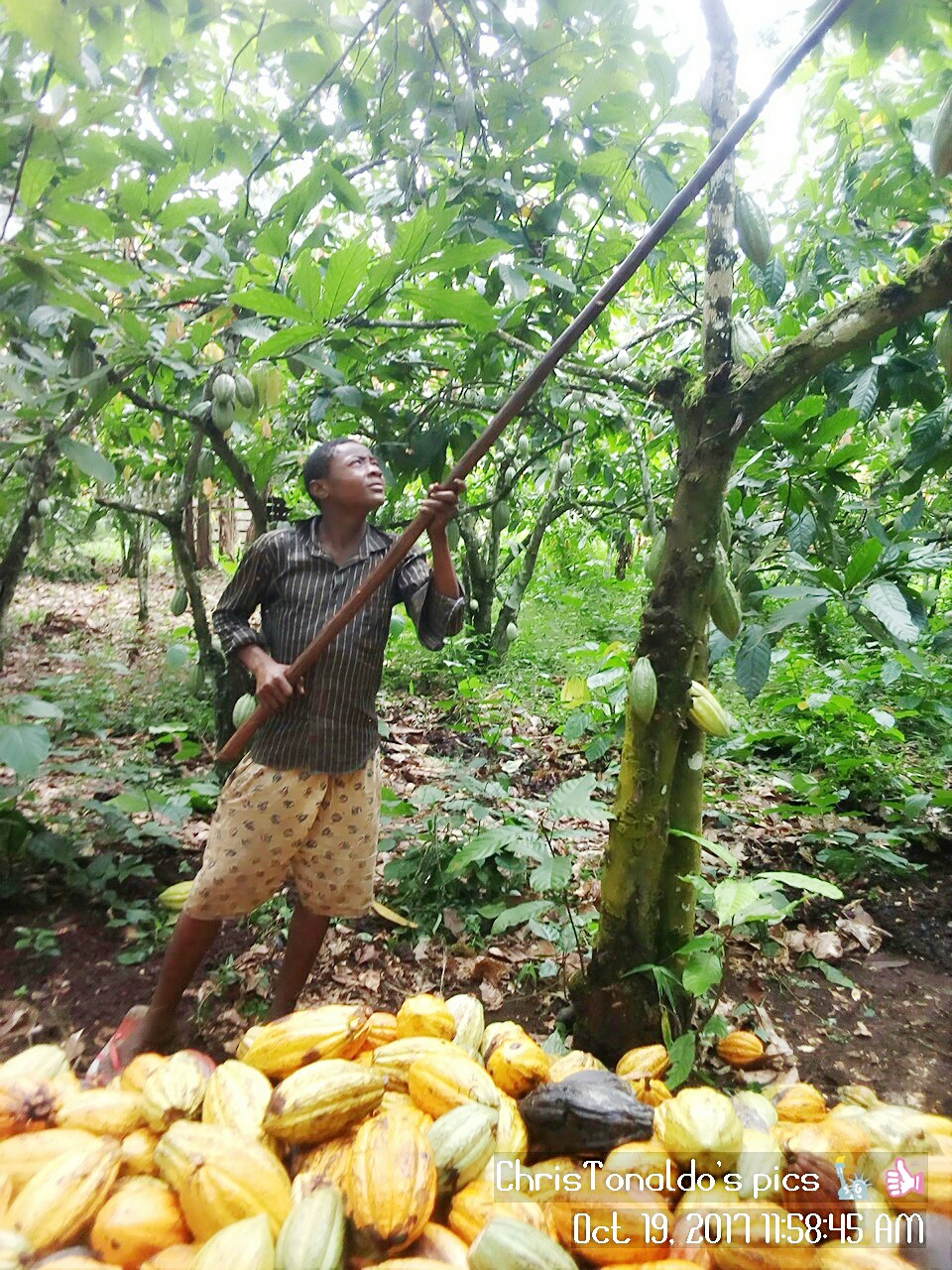
Mr. Ateh Eldeno harvesting cocoa in his farm

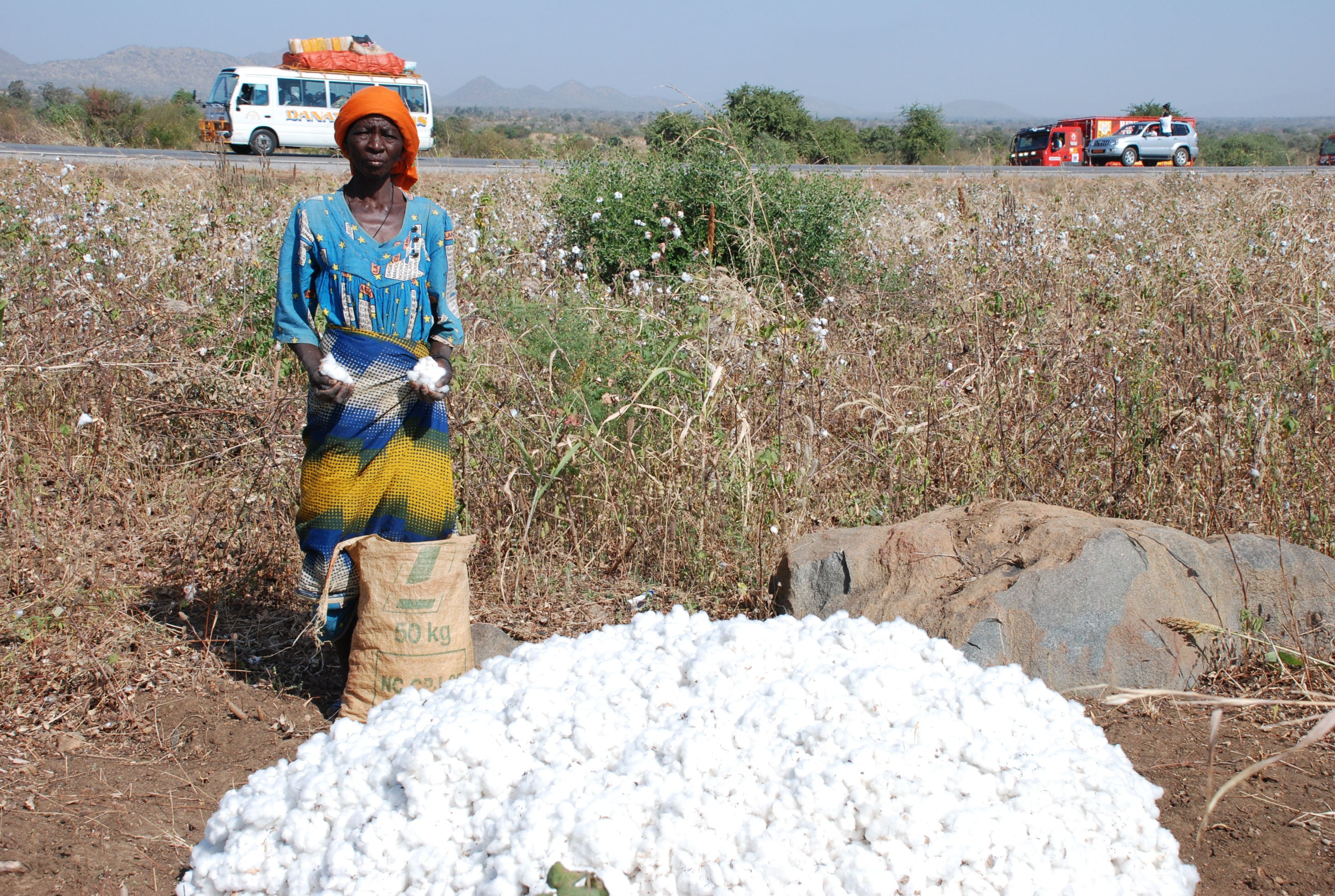
Урожай хлопка

Наиболее важными товарными культурами являются какао, кофе, хлопок, бананы, каучук, пальмовое масло и ядра, и арахис. Основными пищевыми культурами являются плантан, маниока, кукуруза, просо и сахарный тростник. Производство пальмового масла показало признаки роста, но продукт не продаётся на международном рынке. Камерунские бананы продаются на международном уровне, и этот сектор был реорганизован и приватизирован в 1987 году. Точно так же, несмотря на азиатскую конкуренцию, выросло производство каучука.
Камерун — один из крупнейших производителей какао в мире. В 2004 году было произведено 130 000 тонн какао-бобов. Выращиваются два вида кофе: robusta и arabica; в 2004 году производство составило 60 000 тонн. Около 85 000 гектаров (210 000 акров) выделены под хлопковые плантации. Часть хлопка идёт на экспорт, а остальная часть обрабатывается местными текстильными заводами. Общий объём производства хлопка в 2004 году составил 109 000 тонн. Бананы выращиваются в основном на юго-западе страны; Расчётная добыча в 2004 году составила 630 000 тонн. Производство каучука, также выращиваемого на юго-западе, составило 45 892 тонны в 2004 году. Предполагаемое производство в 2004 году ядра пальмового масла и масла составляло 64 000 и 1 200 000 тонн соответственно. По арахису (в скорлупе) этот показатель составил 200 000 тонн. Также выращиваются небольшие количества табака, чая и ананаса.
Расчётное производство продовольственных культур в 2004 году составило: сахарный тростник — 1 450 000 тонн; кассава — 1 950 000 тонн; сорго — 550 000 тонн; кукуруза — 750 000 тонн; просо — 50 000 тонн; ямс — 265 000 тонн; сладкий картофель — 175 000 тонн; картофель — 135 000 тонн; фасоль сухая, 95 000 тонн; и рис — 62 000 тонн.
Сельское хозяйство остаётся основой экономики Камеруна, в нём занято 70 % рабочей силы, обеспечивая при этом 42 % ВВП и 30 % экспортных поступлений. Благословенный плодородными землями и регулярными обильными дождями в большинстве регионов, Камерун производит различные сельскохозяйственные товары как для экспорта, так и для внутреннего потребления. Кофе и какао выращивают в центральных и южных регионах, бананы — в юго-западном регионе, а хлопок — в нескольких частях северных регионов. Помимо экспортных товаров, камерунские фермеры выращивают множество сельскохозяйственных культур для собственного потребления. Основные продовольственные культуры включают просо, сорго, арахис, бананы, сладкий картофель и маниок. Животноводство практикуется по всей стране и особенно важно в Северном регионе.
Согласно документу, совместно опубликованному в 2007 году Министерством сельского хозяйства и развития сельских районов (MINADER) и Министерством рыболовства, животноводства и животноводства (MINEPIA), в последние годы производство продуктов питания не сопровождалось быстрым демографическим ростом, особенно в городских районах. По мнению этих министерств, продовольственная безопасность должна быть обеспечена за счёт увеличения производства продуктов питания и других сельскохозяйственных культур, которые могут заменить импорт. Чтобы удовлетворить эти потребности, эти министерства поставили цель в стратегии развития отрасли на 2015 год — обучать 30 000 фермеров в год. MINADER имеет 35 центров сельскохозяйственного обучения (24 — сельские учебные центры и 11 — центры обучения молодых фермеров). Кроме того, эти два министерства фактически предлагают обучение в секторе сельского развития, например агенты по распространению знаний, консультанты по сельскому хозяйству и профессиональные объединения фермеров (фермерские организации).
Правительство, столкнувшись с последствиями финансового кризиса, приняло меры по увеличению производства таких товаров, как кукуруза, рис, маниока, картофель, масличная пальма и плантан. Что касается продовольственных культур, эти меры направлены на улучшение коммерциализации продукции за счёт строительства складов для консервирования. В 2009 году на сельскохозяйственный сектор приходилось примерно 75,6 % сырьевой промышленности, 68,8 % — продовольствия и 6,8 % — экспортных культур. Этот подсектор увеличился на 8,3 % по сравнению с 2008 годом, внося 0,7 процентного пункта в фактический рост первичного сектора.
В 2009 году правительство через Министерство сельского хозяйства и развития села намеревается реализовать чрезвычайный план по увеличению сельскохозяйственного производства. Этот план направлен на обеспечение фермеров посадочным материалом; субсидировать пестициды и удобрения от 20 до 50 %, предоставлять ссуды под низкие процентные ставки, создавать пять пулов сельскохозяйственной техники с поддержкой до 15 %, приобретать около сотни тракторов и увеличивать мощности по переработке, хранению и упаковке. Все это приведёт к улучшению сельскохозяйственного производства. Национальное агентство по распространению сельскохозяйственных знаний и сельскохозяйственных исследований (PNVRA) посредством информационно-пропагандистских мероприятий, проводимых Зоной агентов по распространению знаний (AVZ), обеспечивает техническое руководство, а иногда и финансовое обеспечение фермеров.
В марте 2012 года «Cameroun Tribune» опубликовала статью накануне начала сельскохозяйственного сезона 2012 года в Камеруне, в которой говорилось, что, за исключением нескольких механизированных промышленных операций, сельское хозяйство в Камеруне по сути является традиционным. В натуральном сельском хозяйстве ручной труд обычно очень тяжёлый, обрабатываемые площади также уменьшаются, а урожайность низкая и, следовательно, недостаточная для удовлетворения внутреннего и внешнего спроса на продукты питания. В этой статье показано, что Камерун вынужден импортировать большие количества зерновых (рис, кукуруза), чтобы заполнить производственный пробел, накормить своё население и удовлетворить потребности пивоваренной промышленности. Поэтому во время агропасторальной выставки в Эболове президент Камеруна Поль Бийя подчеркнул необходимость модернизации сельского хозяйства Камеруна, чтобы повысить продуктивность мелких фермеров и стимулировать появление производственных единиц «второго поколения»; то есть крупные и средние компании. С этой точки зрения механизация сельского хозяйства должна быть фактом, учитывая мультипликативный эффект машин в производственной цепочке.